# Cypella crenata
Cypella crenata är en irisväxtart som först beskrevs av Vell., och fick sitt nu gällande namn av Pierfelice Ravenna. Cypella crenata ingår i släktet Cypella, och familjen irisväxter. Inga underarter finns listade i Catalogue of Life.